# Bauernopfer
Unter Bauernopfer versteht man im Schachspiel die freiwillige Preisgabe eines Bauern mit dem Ziel, ein anderweitiges Äquivalent bzw. einen Vorteil zu erlangen. Als Metapher der Alltagssprache hat der Begriff verschiedene Bedeutungen.

## Schach
Im Schachspiel ist oft ein wesentlicher Aspekt eine Vorherrschaft an verfügbaren Figuren. Ein Bauernopfer gibt nun freiwillig Material in der Hoffnung auf positionelle Gegenwerte als Kompensation auf. Motive dazu sind beispielsweise das Öffnen von Linien oder Diagonalen, das Zerstören günstiger gegnerischer Bauernstrukturen, das Aufreißen der gegnerischen Königsstellung oder eine Feldräumung (was das Spiel übersichtlicher macht und meist beschleunigt). Im Defensivspiel kann auch die Verminderung eines unvermeidlichen Nachteils Anlass für ein Bauernopfer sein, wenn der Verlust eines Steines droht und ein Schlagen einer eigenen Figur durch den Gegner nur durch die Preisgabe eines Bauern verhindert werden kann. Da beim Schach das Übergewicht von einem Bauern einen erheblichen Vorteil darstellt, der oftmals partieentscheidend sein kann, ist ein Bauernopfer nur dann rational, wenn der erzielte Vorteil (die Kompensation) ausreichend hoch ist. In der Eröffnungsphase werden Bauernopfer, seltener auch Figurenopfer, die auf Entwicklungsvorteil oder Angriff ausgerichtet sind, als Gambit bezeichnet.

## Alltagssprache
Allgemeinsprachlich wird der Begriff oft im übertragenen Sinne verwendet, wenn etwas (tatsächlich oder vorgeblich) Nachrangiges geopfert wird, um etwas (tatsächlich oder vorgeblich) Höherwertiges zu erhalten oder zu stärken. Beispielsweise kann so eine Person bezeichnet werden, die bei Verhandlungen über Postenbesetzungen nicht zum Zug kommt, weil ihre Unterstützer dies als notwendige Konzession an den oder die Verhandlungsgegner ansehen. 
Auch verwendet man den Begriff in Fällen, in denen hochrangigen Amtsträgern, oft Politikern, die Verantwortung für einen (tatsächlichen oder vermeintlichen) Missstand zugeschrieben wird und der Amtsträger daraufhin einen leitenden Untergebenen zum Rücktritt veranlasst, ihn entlässt oder ihn in den (einstweiligen) Ruhestand versetzt, statt selbst zurückzutreten (Beispiel: Staatssekretär statt Minister; General statt Verteidigungsminister). Der Begriff Bauernopfer kann Bedeutungsüberschneidungen zu Kuhhandel oder Sündenbock haben; er ist wie diese negativ konnotiert, da der Vorwurf der Unredlichkeit mitschwingt, wenn eine höherrangige Person ihre Macht ausspielt oder wenn der Vorgesetzte seine Fürsorgepflicht verletzt. 

## Plagiatstyp
Benjamin Lahusen führte 2005 den Begriff  „Bauernopfer-Referenz“ als Plagiatsart ein: „Ein kleiner Teil wird als Ergebnis fremder Geistestätigkeit gekennzeichnet, damit die Eigenautorschaft [...] hinsichtlich des übrigen Textes umso plausibler wird.“ Eine wichtige Rolle spielte dieser Begriff zum Beispiel bei der Diskussion um Annette Schavans Dissertation und beim Urteil des Verwaltungsgerichts Darmstadt (14. April 2011) im Verfahren gegen eine Hochschullehrerin, in dem diese sich gegen Plagiatsvorwürfe und die Aberkennung ihres Doktorgrades wandte.

## Einzelbelege
1. ↑  Benjamin Lahusen: Goldene Zeiten. Anmerkungen zu Hans-Peter Schwintowski, Juristische Methodenlehre, UTB basics Recht und Wirtschaft 2005. In: Kritische Justiz, 39(4), 2006, S. 398–417, hier S. 405 (online PDF).
2. ↑  aus: Dokumentation der Plagiate.
3. ↑  Pressemitteilung zum Urteil des Verwaltungsgerichts Darmstadt vom 14. April 2011 (Seite nicht mehr abrufbar, festgestellt im Oktober 2022. Suche in Webarchiven)  Info: Der Link wurde automatisch als defekt markiert. Bitte prüfe den Link gemäß Anleitung und entferne dann diesen Hinweis..